# 손지해
손지해(1996년 6월 27일~)는 대한민국의 아이엠 스포테인 소속의 치어리더이다. 과거 NC 다이노스 응원단이었으며 경남 FC를 거쳐 창원 LG 세이커스 치어리더로 활동하고 있다.

## 경력
- 2013년 ~ 2015년 창원 LG 세이커스 응원단 치어리더
- 2013년 ~ 2017년 천안 현대캐피탈 스카이워커스 응원단 치어리더
- 2014년 부산 아이파크 응원단 치어리더
- 2014년 ~ 2017년 NC 다이노스 응원단 치어리더
- 2015년 ~ 2017년 울산 현대 축구단 응원단 치어리더
- 2016년 ~ 2017년 부산 kt 소닉붐 응원단 치어리더
- 2019년 ~ 2020년 경남 FC 응원단 치어리더
- 2019년 ~ 창원 LG 세이커스 응원단 치어리더
- 2025년 ~ 창원 FC 응원단 치어리더